# Sermentizon
Sermentizon is een gemeente in het Franse departement Puy-de-Dôme (regio Auvergne-Rhône-Alpes) en telt 495 inwoners (1999). De plaats maakt deel uit van het arrondissement Thiers.

## Geografie
De oppervlakte van Sermentizon bedraagt 18,2 km², de bevolkingsdichtheid is 27,2 inwoners per km².
De onderstaande kaart toont de ligging van Sermentizon met de belangrijkste infrastructuur en aangrenzende gemeenten.

## Demografie
Onderstaande figuur toont het verloop van het inwonertal (bron: INSEE-tellingen).